# Götzenbach (Lein)
Der Götzenbach ist ein etwa 8 km langer Bach im nordöstlichen Baden-Württemberg, der bei Leinzell im Ostalbkreis von links und Nordnordwesten in die untere Lein mündet.

## Geographie

### Verlauf
Der Götzenbach entsteht auf der Hochfläche der Frickenhofer Höhe am Südrand des Weilers Seifertshofen auf etwa 528 m ü. NHN. In zunächst recht flachem Lauf durch die Feldflur oft neben Feldwegen zieht er ungefähr südwärts bis kurz vor Helpertshofen, wo er auf etwa 512 m ü. NHN beginnt, in einer ausgebildeten feldfreien Mulde zu laufen. Im Vorbeiziehen am Weiler setzt erstmals eine Galerie am Lauf ein, bald darauf noch vor Vellberg am rechten Hang beginnt der Talwald seines nunmehr steilen Kerbstals, das nun fast bis zur Mündung nach Südsüdosten läuft.
Durch die Nebenklinge des ersten größeren rechten Zulauf Fehlhaldenbach steigt ein Radweg ins bisher fast weglose Tal ab, der dem Bach nun bis ans Talende folgt. Kurz danach liegt an der rechten Talseite das Götzenloch, eine der in der Umgebung nicht seltenen kleinen Höhlenbildungen unter einer erosionsresistenten Sandsteindecke. Weiter abwärts an der in einer nur etwa 3 ha großen Tallichtung stehenden Götzenmühle fließt nun vom Dorf Eschach auf der linken Randhöhe herunter der erste der zwei großen rechten Nebenbäche zu, der Eschbach.
Danach schließt sich der Wald im Tal wieder bis zum Hochwasserrückhaltebecken Götzenbach, auch Götzenbachsee genannt, einem gewöhnlich etwas über 3 ha großen See auf knapp 420 m ü. NHN, der aber bei Hochwasser bis auf eine Größe von 45 ha anwachsen kann. In ihn mündet auch der andere große linke Götzenbach-Zufluss Büttenbach durch ein teilweise offenes Seitental. Nach einem weiteren Waldtalabschnitt wechselt der Götzenbach am westlichen Ortsrand von Leinzell in die Flur, unterquert die Kreisstraße K 3258 durchs Leintal und mündet dann gleich auf ca. 397 m ü. NHN von links in die untere Lein.
Bei einer Länge von 8,2 km und einem Gesamtgefälle von etwa 131 Höhenmetern hat der Götzenbach ein mittleres Sohlgefälle von etwa 16 ‰.

### Einzugsgebiet
Der Götzenbach hat ein Einzugsgebiet von 18,1 km² Größe, das naturräumlich gesehen im Unterraum Frickenhofer Höhe des Östlichen Albvorland liegt. Es erstreckt sich fast 7,5 km weit südsüdöstlich etwa von Seifertshofen bis zur Mündung bei Leinzell. Quer dazu ist überall unter 4 km breit. Darin läuft der Götzenbach näher an der überall höchstens 1 km entfernten rechten Wasserscheide, während die linke durch die großen Zuflüsse Eschbach und Büttenbach bis gegen 3 km Abstand vom Götzenbach erreicht.
Der Götzenbach hat eines der linken, stark eingegrabenen Waldtäler geschaffen, die der Lein kammartig in etwa südsüdöstlicher Richtung zulaufen, an ihrem Oberlauf durch den Welzheimer Wald, hier durch die ausgeprägten Kerbtäler der oben sehr flachen und eher waldlosen Frickenhofer Höhe, weshalb die Wasserscheiden beiderseits außer am Einlauf ins Leintal nirgends sehr reliefiert sind.
Die nordnordöstliche Wasserscheide zieht durch Seifertshofen und nördlich von Kemnaten und Eschach dicht am Abfall zur breiten Talmulde des Lein-Vorfluters Kocher, dem von hier her seine linken Zuflüsse vom Krempelbach bis hinauf zum Argenbach zulaufen. Dann knickt die Scheide vor der Eintiefung des abwärtigen Lein-Zuflusses Federbachs nach Süden ab und läuft an Holzhausen vorbei und durch Göggingen sowie nach Steilabstieg durch Leinzell schon in deren Talmulde bis zur Mündung in die Lein.
Von dieser steigt die rechte Wasserscheide dann ebenso schnell wieder nordwestlich auf den flachen Rücken vor dem Tal des nächsten aufwärts in die Lein fließenden und nur kurzen Leinzeller Laubachs, nach dessen Einzugsgebiet neben dem Mittellauf des Götzenbachs das des etwas längeren Sulzbachs anstößt. Ab etwa der Breite von Ruppertshofen und weiter nordwärts liegt dann das Einzugsgebiet der „Gschwender“ Rot und ihrer linken Zuflüssen an, darunter zuletzt des recht langen Auerbachs, der wenig westlich des Götzenbachs entspringt.
An der Nordseite des Einzugsgebietes liegt auch seine größte Höhe von ca. 538 m ü. NHN etwas östlich von Seifertshofen. Die oben flachen Randhöhen der Frickenhofer Höhe fallen in Laufrichtung des Baches bis an den Leintalrand bis auf etwa 490 m ü. NHN flach ab, dann erst beginnt der steilere Einfall. Das Gebiet gliedert sich klar in diese Hochflächen beidseits des Tales, auf denen weit überwiegend Feldbau betrieben wird, und den breiten, größtenteils walderfüllten Taleinschnitt des Götzenbachs und der Untertäler von Eschbach und Büttenbach.
Anteil am Gebiet haben Eschach, dann rechtsseits auch kurz Ruppertshofen und etwas länger Täferrot, Göggingen wieder beidseits. Das nur kleine Mündungsdreieck gehört zu Leinzell, wie die anderen eine Gemeinde im Ostalbkreis.

### Zuflüsse und Seen
Liste der Zuflüsse und  Seen von der Quelle zur Mündung. Gewässerlänge, Seefläche und Einzugsgebiet und Höhe nach den entsprechenden Layern auf der Onlinekarte der LUBW. Andere Quellen für die Angaben sind vermerkt.
Ursprung des Götzenbachs auf der Frickenhofer Höhe am Südrand von Seifertshofen auf etwa 528 m ü. NHN am Ortsausgang der Hirtengasse in Richtung Vellbach. Auf der Hochebene läuft der Bach zunächst in einem baum- und strauchlosen Graben zwischen Feldern ungefähr südöstlich.
- Lochbach, von links und Norden auf etwa 518 m ü. NHN an einer Waldinsel südlich von Seifertshofen, ca. 0,6 km und ca. 0,3 km². Entsteht auf etwa 530 m ü. NHN dicht an der L 1080 Seifertshofen–Kemnaten. Am Oberlauf unbeständig.
- Fehlhaldenbach, von rechts und Westen auf etwa 455 m ü. NHN gegenüber dem Ristlesrain, 0,6 km und ca. 0,4 km². Entsteht auf etwa 500 m ü. NHN am Talwaldrand zur Hochebene oberhalb der Fehlhalde.
- (Zeitweiliger Zufluss aus der Höhle Götzenloch), von rechts etwa hundert Meter nach dem vorigen.
- Eschbach, von links und Nordosten auf ca. 438 m ü. NHN bei der Götzenmühle, 3,0 km und 5,0 km². Entsteht auf etwa 503 m ü. NHN etwas nördlich von Eschach im Weidach.
  - Uschbach, von rechts und Nordwesten auf etwa 470 m ü. NHN im westlichsten Eschach schon in der Unterlaufklinge, ca. 1,7 km und ca. 2,3 km². Entsteht auf etwa 512 m ü. NHN am Ostrand von Kemnaten. Dies ist der etwas längere und etwas einzugsgebietsreichere Oberlauf der Eschbach.
    - Schmiedbach, von rechts und Nordwesten auf etwa 498 m ü. NHN an einem Feldwegdreieck südlich von Kemnaten, 0,9 km und ca. 0,6 km². Entsteht auf etwa 510 m ü. NHN neben der K 3246 Helpertshofen–Kemnaten.
- Passiert einen Teich an der Götzenmühle auf etwa 438 m ü. NHN, 0,1 ha.
- Durchläuft auf etwa 421 m ü. NHN einen Teich wenig vor dem folgenden See, 0,2 ha.
- Durchfließt auf knapp 420 m ü. NHN das Rückhaltebecken Götzenbachsee westlich-unterhalb von Göggingen, 3,2 ha.
- Büttenbach, von links und Norden in den oberen Seeteil, 2,5 km auf dem nach Länge wie Einzugsgebiet unbedeutenderen rechten Namensoberlauf und 4,4 km mit dem Oberlauf Fischbach sowie 5,0 km². Entsteht auf etwa 487 m ü. NHN südlich von Eschach.
  - Fischbach, von links und Nordnordosten auf ca. 463 m ü. NHN zu Anfang der Waldklinge des Büttenbachs, 2,7 km und 2,2 km². Entsteht auf etwa 504 m ü. NHN im Lettenloh nordöstlich von Eschach.
    - Gassenäckerbach, von links und Südosten auf etwa 485 m ü. NHN am Nordostrand von Holzhausen, 0,5 km und ca. 0,1 km². Entsteht auf etwa 503 m ü. NHN an der K 3253 aus Schechingen.
- (Bach aus der Burgklinge), von links und Osten in den unteren Seeteil, 0,4 km und ca. 0,8 km².[LUBW 6] Entsteht auf etwa 450 m ü. NHN westlich von Göggingen in der Burgklinge.

Mündung des Götzenbachs von links und Nordnordwesten auf ca. 397 m ü. NHN am Westrand von Leinzell. Der Bach ist 8,2 km lang und hat ein 18,1 km² großes Einzugsgebiet.

### Ortschaften
Orte am Lauf mit ihren Zugehörigkeiten. Nur die Namen tiefster Schachtelungsstufe bezeichnen Siedlungsanrainer.
- Gemeinde Eschach
  - Seifertshofen (Weiler, Ursprung am Südrand)
  - Helpertshofen (Weiler, rechts)
  - Vellbach (Weiler, rechts über der Talkerbe)
- Gemeinde Ruppertshofen
  - (rechter Gebietsanrainer, ohne Besiedlung nahe dem Lauf)
- Gemeinde Täferrot
  - (rechter Gebietsanrainer, ohne Besiedlung nahe dem Lauf)
- Gemeinde Eschach
  - Götzenmühle (Hof, links kurz nach dem Zulauf des Eschbachs)
- Gemeinde Göggingen
  - (Zwei Gebäude und Campingplatz, linker Hang)
- Gemeinde Leinzell
  - Leinzell (Dorf, fast nur links)

## Geologie
Der Lauf des Götzenbachs beginnt in der Lösssedimentschicht, die der Schwarzjuraplatte der Frickenhofer Höhe in einigen teils recht großen Inseln aufliegt. Auf Südlauf senkt er sich zunächst nur langsam in die Ebene ein, bis er bei Helpertshofen die Obergrenze der Oberkeupers erreicht und auf Südsüdostlauf durch sein steiles Kerbtal wechselt, nach welchem er seine Mündung noch im Mittelkeuper erreicht.
Im oberen Tal, kurz nach dem Zulauf des Fehlhaldenbachs, liegt am rechten Hangfuß die kleine Quellhöhle Götzenloch, die durch Ausspülung einer weicheren Schicht des Stubensandsteins (Löwenstein-Formation) unter einer deckenden erosionsresistenteren Schicht entstanden ist; sie ist als Geotop ausgewiesen. Quellnischen dieser Genese sind im Schwäbisch-Fränkischen Wald und den ihn umgebenden Landschaften mit Tälern im oberen Mittelkeuper nicht selten.

## Schutzgebiete
Fast die gesamte Talmulde ist Teil des Landschaftsschutzgebietes Welzheimer Wald mit Leintal. Die nördlichen, Eschacher und Ruppertshofener Gebietsanteile am Einzugsgebiet gehören zum Naturpark Schwäbisch-Fränkischer Wald. Im Bereich der Götzenbachmündung liegt ein kleines Wasserschutzgebiet.

### LUBW
Amtliche Online-Gewässerkarte mit passendem Ausschnitt und den hier benutzten Layern: Lauf und Einzugsgebiet des Götzenbachs

Allgemeiner Einstieg ohne Voreinstellungen und Layer: Daten- und Kartendienst der Landesanstalt für Umwelt Baden-Württemberg (LUBW) (Hinweise)
1. 1 2 3 4  Höhe nach dem Höhenlinienbild auf dem Hintergrundlayer Topographische Karte.
2. 1 2  Länge nach dem Layer Gewässernetz (AWGN).
3. 1 2  Einzugsgebiet aufsummiert aus den Teileinzugsgebieten nach dem Layer Basiseinzugsgebiet (AWGN).
4. ↑  Seefläche nach dem Layer Stehende Gewässer.
5. ↑  Einzugsgebiet nach dem Layer Basiseinzugsgebiet (AWGN).
6. ↑  Einzugsgebiet abgemessen auf dem Hintergrundlayer Topographische Karte.
7. ↑  Geotop Götzenloch nach dem einschlägigen Layer.
8. ↑  Schutzgebiete nach den einschlägigen Layern, Natur teilweise nach dem Layer Biotop.

### Andere Belege
1. 1 2  Hansjörg Dongus: Geographische Landesaufnahme: Die naturräumlichen Einheiten auf Blatt 171 Göppingen. Bundesanstalt für Landeskunde, Bad Godesberg 1961. → Online-Karte (PDF; 4,3 MB)
2. ↑  Geologie nach den Layern zu Geologische Karte 1:50.000 auf: Mapserver des Landesamtes für Geologie, Rohstoffe und Bergbau (LGRB) (Hinweise)